# Elena Rîbakina
Elena Rîbakina (n. 17 iunie 1999, Moscova, Rusia) este o jucătoare profesionistă de tenis din Kazahstan, născută în Rusia. Cea mai bună clasare a sa la simplu este locul 3 mondial, la 12 iunie 2023. Rîbakina este prima jucătoare din Kazahstan care a câștigat un titlu la un turneu major, impunându-se la Wimbledon 2022. Rîbakina a câștigat opt titluri în circuitul WTA, inclusiv două titluri WTA 1000 la Indian Wells Open 2023 și la Openul Italiei 2023.
Născută și jucând ca rusoaică, Rîbakina a schimbat federația cu cea din Kazahstan în iunie 2018, după ce a intrat pentru prima dată în top 200. Înainte de schimbare, ea nu a avut un antrenor individual ca junior și nu a angajat un antrenor de călătorie până la începutul anului 2019. Primul ei succes consistent în circuitul WTA a venit la jumătatea anului 2019 și a fost evidențiat de primul ei titlu în circuitul WTA la Bucharest Open, precum și de debutul în top 100. În sezonul 2020, a ajuns în cinci finale, dintre care patru în primele cinci evenimente ale anului.
Rîbakina se remarcă printr-un serviciu excelent și poate genera lovituri puternice la sol. Joacă în principal de pe linia de fund și are o deplasare bună pentru înălțimea ei.

## Biografie
Elena Rîbakina s-a născut pe 17 iunie 1999 la Moscova. La cinci ani, tatăl ei, care era angajat în diverse sporturi, a adus-o la tenis. În 2016 Rîbakina și-a început cariera profesională. Din 2013 până în 2018, Rîbakina a reprezentat Rusia, apoi și-a schimbat cetățenia pentru a reprezenta Kazahstan.

## Cariera de juniori
Rîbakina este un fost număr 3 mondial. Ea a ajuns în semifinala Australian Open și Roland Garros la proba de simplu pentru junioare în 2017.

## Cariera profesionistă

### 2014–17: debutul ITF
Rîbakina a început să joace pe circuitul ITF pentru femei în decembrie 2014, la vârsta de 15 ani. A ajuns la prima finală de simplu la 10K$ Antalya, Turcia în noiembrie 2015, unde a pierdut în favoarea Ekaterinei Gorgodze.

### 2017: debutul  WTA, primele titluri ITF la simplu și dublu
În octombrie 2017, Rîbakina și-a făcut debutul în WTA la Kremlin Cup, dar a fost învinsă în runda inaugurală de Irina-Camelia Begu.
În  circuitul ITF, ea a câștigat primul său titlu la simplu de 15.000 de dolari  la Kazan, Rusia în martie 2018, învingând-o pe jucătoarea rusă Daria Nazarkina în două seturi, totodată ea a câștigat primul său dublu titlu la Istanbul de 15 K $, Turcia în aprilie 2017 cu rusoaica Ekaterina Kazionova.

### 2018: primul câștig în fața unui jucătoare din top 10, jucând pentru Kazahstan
La  St. Petersburg Ladies' Trophy, Rîbakina a înregistrat prima sa victorie în remiza principală WTA împotriva Timeei Bacsinszky, apoi a învins numărul 7 mondial Caroline Garcia.  În sferturile de finală, Rîbakina a pierdut în fața Juliei Görges. În iunie 2018, ea a ales să reprezinte Kazahstan.

### 2019: Primul titlu WTA, debutul în top 50
În 2019, Rîbakina a câștigat primul său titlu WTA la Bucharest Open la vârsta de 20 de ani, jucând doar al șaptelea ei remiz principal al turneului; a învins-o pe Patricia Maria Țig în finală. Câștigarea  turneului a dus-o în top 70 în Clasament WTA.  La 16 septembrie 2019 a debutat în top 50. 

### 2020: prima victorie de Grand Slam, debutul în top 20
Rîbakina a început noul sezon, ajungând în finală în Turneul de la  Shenzhen, unde a pierdut în fața Ekaterinei Alexandrova. Săptămâna următoare, ea a câștigat al doilea titlu WTA la Hobart, învingând-o pe Zhang Shuai. La  Australian Open, Rîbakina, ca a 29-a favorită, a avut prima victorie în cadrul unui  Grand Slam. Ea a bătut-o pe Bernarda Pera și pe Salutați Minnen, dar apoi a pierdut în  fața numărului 1 mondial Ashleigh Barty. După 2020 St. Petersburg Ladies' Trophy, unde a pierdut în finală la Kiki Bertens, a ajuns în top 20 în clasamentul WTA. La Dubai Tennis Championships 2020, Rîbakina a înscris prima sa victorie în top 5, înfrângând numărul 3 mondial Karolína Plíšková. În prima rundă, a învins-o pe  campioana Australian Open 2020 Sofia Kenin.

### 2022: Campioană la Wimbledon
Rîbakina a început sezonul la Adelaide International 1, ajungând în finală unde a fost învinsă de numărul 1 mondial, Ash Barty. Succesul ei a continuat la Sydney Tennis Classic unde a învins-o zdrobitor pe campioana în exercițiu de la US Open, Emma Răducanu, în prima rundă. Ulterior, ea s-a retras din turneu, invocând o accidentare la coapsă. A atins cea mai bună clasare din carieră, locul 12, pe 17 ianuarie 2022.

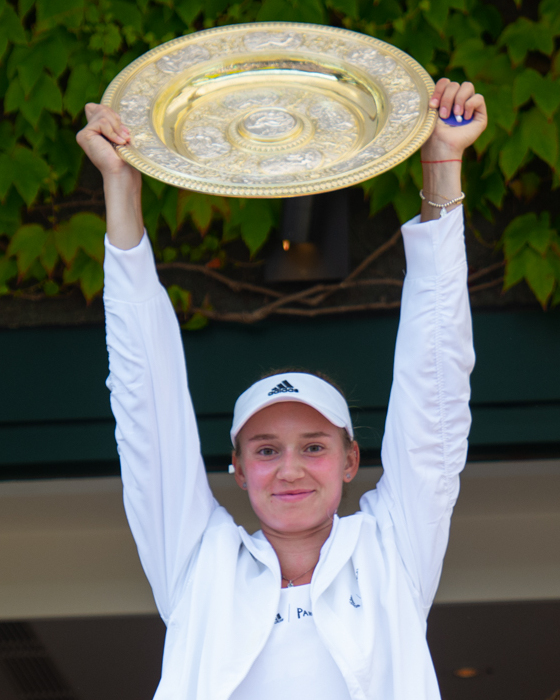
Rîbakina cu trofeul la Wimbledon 2022

Restul sezonului pe hardcourt a înregistrat puține progrese, cu o retragere în runda a doua și un walkover la Australian Open și, respectiv, St. Petersburg Ladies' Trophy, și o înfrângere în prima rundă la Qatar Ladies Open. "Sunshine Double" (Miami și Indian Wells) a înregistrat îmbunătățiri, cu o apariție în sferturi de finală la Indian Wells Open împotriva Mariei Sakkari și o apariție în runda a treia în fața Jessicăi Pegula la Miami Open.
Sezonul ei pe zgură a început cu o înfrângere în runda a doua în fața Anhelinei Kalinina, după un bye în prima rundă la Charleston Open. Ulterior, ea a reprezentat Kazahstanul în calitate de cap de serie al echipei și a câștigat ambele meciuri de simplu într-un egal cu Germania, asigurându-și un loc în finală mai târziu în cursul anului. Restul sezonului pe zgură a avut puține realizări, ea nereușind să ajungă în sferturile de finală la Stuttgart Open, Madrid Open, Italian Open și French Open.
Sezonul pe iarbă al Rîbakinei până la Wimbledon a fost marcat de o înfrângere în runda a doua în fața lui Shelby Rogers la Rosmalen Open, urmată de un bye în prima rundă și o înfrângere în runda a doua în fața Lesiei Țurenko la Eastbourne International. La Wimbledon, ea a ajuns în al doilea sfert de finală de Grand Slam, învingându-le pe CoCo Vandeweghe, Bianca Andreescu, Zheng Qinwen și Petra Martić. Apoi a ajuns pentru prima dată în semifinale la un turneu major, învingând-o pe Ajla Tomljanović în meciul din sferturile de finală. A devenit primul jucător kazah de simplu (masculin sau feminin) care ajunge în semifinalele unui Grand Slam. Apoi a ajuns în prima sa finală majoră, după ce a învins-o pe Simona Halep în seturi consecutive, devenind cea mai tânără finalistă la Wimbledon de la Garbiñe Muguruza în 2015. După ce a pierdut primul set, ea a învins-o pe Ons Jabeur în trei seturi pentru a-și asigura primul titlu major. Ea a devenit cea mai tânără campioană de la Petra Kvitová, în vârstă de 21 de ani, în 2011. A fost a patra cea mai tânără campioană activă de Grand Slam, mai în vârstă doar decât Iga Świątek, Bianca Andreescu și Emma Răducanu.
Naționalitatea rusă a Rîbakinei și reprezentarea anterioară a Rusiei la nivel internațional au devenit subiect de discurs public în urma succesului ei la Wimbledon 2022, unde Wimbledon interzisese sportivilor care reprezentau Rusia și Belarus din cauza invaziei Rusiei în Ucraina. Mass-media rusă de stat a sărbătorit victoria Rîbakinei ca pe o victorie națională, în ciuda deciziei ei de lungă durată de a nu reprezenta țara în care s-a născut.
Sezonul nord-american pe hardcourt a început cu înfrângeri în primele runde la Silicon Valley Classic (prima rundă) și Canadian Open (a doua rundă). Pregătirile pentru US Open au continuat la Cincinnati Open, unde a avansat până în sferturile de finală și a fost învinsă de Madison Keys. Sezonul ei a continuat apoi cu o intrare la US Open ca a 25-a favorită; totuși, ea a pierdut în prima rundă în fața Clara Burel, care venea din calificări.

### 2023: Două titluri, finală majoră, nr. 3 mondial
Rîbakina a început sezonul la Adelaide International 1, învingând-o pe Danielle Collins în trei seturi înainte de a pierde în fața Martei Kostiuk în runda a doua. A urmat o altă pierdere la Adelaide International 2 în fața cehoaicei Petra Kvitová în seturi consecutive. Cu toate acestea, ea a ajuns în finala de dublu cu partenera Anastasia Pavliucenkova. La Australian Open, Rîbakina a învins-o din nou pe finalista din 2022, Danielle Collins, în runda a treia, pe nr. 1 mondial, Iga Świątek, în runda a patra,  devenind prima femeie din Kazahstan care ajunge în sferturile de finală la acest turneu major. Apoi, ea a învins-o pe fosta campioană de la French Open, Jeļena Ostapenko, ajungând în prima ei semifinală la Australian Open. În semifinale, a învins-o pe fosta nr. 1 și de două ori campioană la Australian Open, Victoria Azarenka, în seturi directe, ajungând în a doua finală de Grand Slam din cariera sa. Cu toate acestea, în ciuda câștigării primului set, Rîbakina a pierdut în cele din urmă meciul în fața Arinei Sabalenka într-o întâlnire de înaltă calitate. A ajuns în top 10 la 30 ianuarie 2023, devenind astfel primul jucător care reprezintă Kazahstanul, bărbat sau femeie, care a ajuns vreodată în top 10 în clasamentele ATP sau WTA.

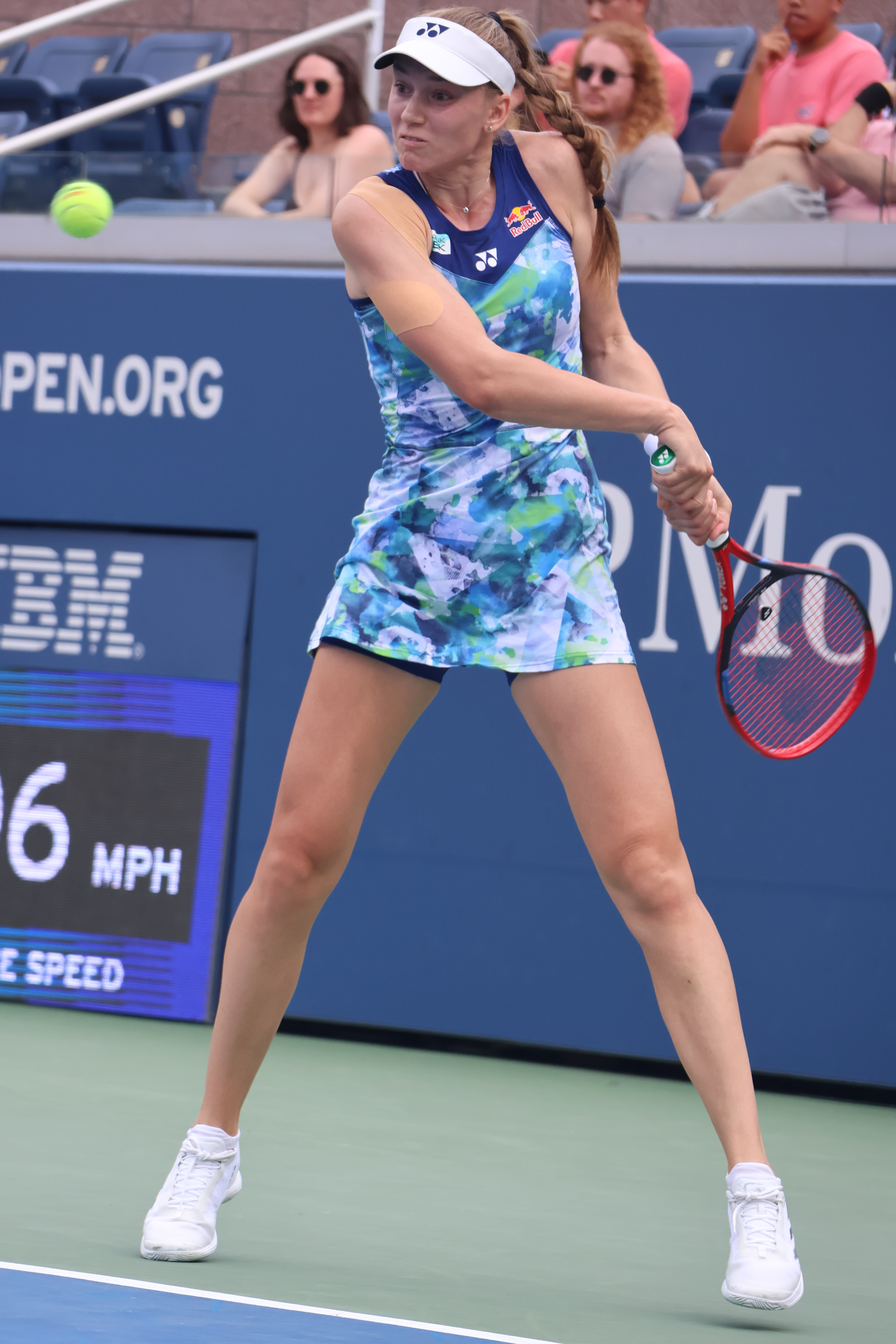
Rîbakina la US Open 2023

La Abu Dhabi, învingând-o pe Karolina Plíšková, a ajuns în sferturile de finală, unde a pierdut în fața lui Beatriz Haddad Maia. La Dubai, a ajuns în runda a treia, învingându-le pe Bianca Andreescu și Marie Bouzková în seturi directe. S-a retras din meciul din runda a treia cu Coco Gauff, a cincea favorită, din cauza unei accidentări la partea inferioară a spatelui. La Indian Wells, ca a zecea favorită, a ajuns în al doilea sfert de finală consecutiv la Indian Wells după ce a învins-o pe Sofia Kenin, pe Paula Badosa, cap de serie numărul 21 și pe Varvara Gracheva. Apoi, ea a învins-o pe Karolína Muchová pentru a ajunge în prima sa semifinală WTA 1000. În semifinale, ea a trecut de campioana în exercițiu Świątek, în seturi directe, pentru a doua oară în 2023 pentru a ajunge în prima sa finală WTA 1000. În finală, a trecut de Arina Sabalenka, a doua favorită, în seturi directe, inversând rezultatul confruntării lor din finala Australian Open, obținând primul ei titlu WTA 1000. Acest rezultat a propulsat-o în clasamentul de simplu la un nou record al carierei, nr. 7 mondial.
După finala de la Miami Open, unde a pierdut în fața favoritei 15, Petra Kvitová, care a împiedicat-o să completeze Sunshine Double, și o eliminare timpurie în runda a doua la Stuttgart Open și Madrid Open în fața lui Beatriz Haddad Maia și, respectiv, Anna Kalinskaia, a ajuns la un nou record al carierei, nr. 6 mondial, la 8 mai 2023. A ajuns în sferturile de finală la Openul Italiei și a urcat la un nou record al carierei, nr. 5 mondial, cu victorii în fața lui Jasmine Paolini, Anna Kalinskaia prin retragere și Markéta Vondroušová. Apoi a învins-o pentru a treia oară pe nr. 1 mondial, Iga Świątek (care s-a retras în timpul setului decisiv din cauza unei accidentări) pentru a ajunge în prima sa semifinală la Roma. Rîbakina a ajuns în a treia sa finală WTA 1000 a sezonului învingând-o pe Jeļena Ostapenko. A devenit a treia jucătoare din era deschisă care ajunge în finală în același sezon la Australian Open, Indian Wells și Miami Open plus Roma, după Monica Seles în 1991 și Maria Șarapova în 2012.
A câștigat primul său titlu WTA 1000 pe zgură, după ce Anhelina Kalinina s-a retras în setul al doilea, și a trecut la cea mai bună clasare din carieră, de nr. 4, pe 22 mai 2023. La Roland Garros, în ciuda abandonului din cauza unei boli respiratorii în runda a treia, ea a ajuns pe locul 3 în clasamentul mondial, la 12 iunie 2023.
La Wimbledon, Rîbakina, în calitate de campioană în exercițiu, a ajuns în sferturile de finală, unde a pierdut în fața lui Ons Jabeur în trei seturi.
După înfrângerea din sferturile de finală de la Wimbledon, ea a ajuns în semifinale la Canadian Open pentru prima dată în carieră. Ea a trecut de Jennifer Brady și Sloane Stephens înainte de a o învinge pe Daria Kasatkina într-un meci care a durat 3 ore și 27 de minute, cel mai lung meci din cariera Rîbakinei. Meciul s-a terminat la ora locală 2:55am. În semifinale, Rîbakina a pierdut în fața Liudmilei Samsonova în trei seturi, raportând că s-a simțit "distrusă" fizic în conferința de presă de după meci din cauza problemelor de programare cu care s-a confruntat în timpul turneului.
Ea a ajuns în runda a treia la US Open ca a patra favorită, pierzând în fața Soranei Cîrstea în trei seturi.

### 2024: Trei titluri WTA 500
Rîbakina a ajuns în finală atât în Qatar, cât și la Miami, însă în ambele ocazii a ratat victoria. Mai întâi în fața polonezei Iga Świątek, numărul unu mondial, apoi în fața americancei Danielle Collins. A trebuit, de asemenea, să se retragă din sfertul de finală de la Dubai și apoi nu a încercat să-și apere titlul la Indian Wells din cauza unor probleme gastrointestinale. Ea a revenit la Miami.
Rîbakina a ajuns în a cincea finală a sezonului, învingând-o în semifinale pe Iga Swiatek, de două ori campioana în exercițiu, și și-a adjudecat al treilea titlu din 2024 la Stuttgart, învingând-o în două seturi pe ucraineanca Marta Kostiuk.